# Ahar (Uttar Pradesh)
Ahar és un municipi del districte de Bulandshahr a l'Uttar Pradesh, Índia, a la riba dreta del riu Ganges, a uns 35 km al nord-est de Bulandshahr. La ciutat disposa de nombrosos temples de petita importància; a la ciutat es fan els banys als Ganges. Hi ha una antiga mesquita del temps d'Akbar.
Se suposa que fou capital d'un estat hindú abans de l'arribada dels musulmans; els nagar brahmans d'Ahar van esdevenir musulmans amb Aurangzeb i van conservar els seus drets feudals fins al 1857, quan, per haver donat suport a la rebel·lió contra els britànics, van ser expropiats i el seu territori concedit al raja Gursahai Mall de Moradabad.